# انتخابات ریاست‌جمهوری تاجیکستان (۱۹۹۱)
انتخابات ریاست جمهوری برای نخستین بار در طول تاریخ این سرزمین در ۲۴ نوامبر ۱۹۹۱ در تاجیکستان برگزار شد  نتیجه این انتخابت، پیروزی رحمان نبی اف از حزب کمونیست تاجیکستان بود که توانست کمی بیش از ۶۰ درصد آرا را به دست آورد. مشارکت رای دهندگان در این دوره از انتخابات ۸۶٫۵ درصد بود.
| کاندیدا                       | کاندیدا                 | حزب                    | آراء      | ٪      |
| ----------------------------- | ----------------------- | ---------------------- | --------- | ------ |
|                               | رحمان نبی‌اف             | حزب کمونیست تاجیکستان  | ۱٬۳۲۱٬۱۸۹ | ۶۰٫۴۴  |
|                               | دولت خدانظرف            | حزب دمکراتیک           | ۶۷۸٬۴۶۱   | ۳۱٫۰۴  |
|                               | Saifuddin Turayev       |                        | ۱۰۱٬۱۴۶   | ۴٫۶۳   |
|                               | Khikmatullo Nasriddinov |                        | ۲۸٬۹۶۳    | ۱٫۳۲   |
|                               | Burikhon Salimov        |                        | ۱۱٬۸۶۳    | ۰٫۵۴   |
|                               | Bobisho Shoyev          |                        | ۸٬۲۷۳     | ۰٫۳۸   |
|                               | Akbar Maksumov          |                        | ۵٬۱۴۰     | ۰٫۲۴   |
| Against all                   | Against all             | Against all            | ۳۰٬۹۷۴    | ۱٫۴۲   |
| کل                            | کل                      | کل                     | ۲٬۱۸۶٬۰۰۹ | ۱۰۰٫۰۰ |
|                               |                         |                        |           |        |
| آراء معتبر                    | آراء معتبر              | آراء معتبر             | ۲٬۱۸۶٬۰۰۹ | ۹۶٫۸۳  |
| آراء نامعتبر/سفید             | آراء نامعتبر/سفید       | آراء نامعتبر/سفید      | ۷۱٬۴۶۷    | ۳٫۱۷   |
| کل آراء                       | کل آراء                 | کل آراء                | ۲٬۲۵۷٬۴۷۶ | ۱۰۰٫۰۰ |
| رأی‌دهندگان ثبت‌نام کرده        | رأی‌دهندگان ثبت‌نام کرده  | رأی‌دهندگان ثبت‌نام کرده | ۲٬۶۱۰٬۰۸۹ | ۸۶٫۴۹  |
| منبع: Ethnic Aspects of Power |                         |                        |           |        |

## عواقب
پس از پایان و اعلام نتایج این انتخابات، معترضان تاجیک برای اعتراضی مسالمت آمیز نسبت به نتایج تجمع کردند . با این حال، معترضان خشمگین در نهایت به خشونت روی آوردند که منجر به درگیری آنها با ارتش در خجند شد. این رویداد، جرقه ای برای آغاز جنگ داخلی پنج ساله تاجیکستان شد. نبیف هنگام رفتن به فرودگاه دوشنبه مورد کمین قرار گرفت و با اسلحه بازداشت و در فرودگاه مجبور به استعفاء از ریاست جمهوری تاجیکستان شد.  